# Frederick W. Plaisted
Frederick William Plaisted, född 26 juli 1865 i Bangor, Maine, död 4 mars 1943, var en amerikansk demokratisk politiker och publicist. Han var Maines guvernör 1911–1913. Han var son till Harris M. Plaisted.
Plaisted hade en framgångsrik karriär som publicist. I Augusta var han ansvarig utgivare för tidningen The New Age mellan 1889 och 1914.
1897 och 1898 kandiderade Plaisted utan framgång till USA:s representanthus. Han tjänstgjorde som borgmästare i Augusta 1906–1908 och 1910.
Plaisted efterträdde 1911 Bert M. Fernald som guvernör och efterträddes 1913 av William T. Haines.